# 207 Hedda
207 Hedda је астероид главног астероидног појаса са пречником од приближно 58,70 km.
Афел астероида је на удаљености од 2,348 астрономских јединица (АЈ) од Сунца, а перихел на 2,219 АЈ.
Ексцентрицитет орбите износи 0,028, инклинација (нагиб) орбите у односу на раван еклиптике 3,802 степени, а орбитални период износи 1260,829 дана (3,451 године).
Апсолутна магнитуда астероида је 9,92 а геометријски албедо 0,055.
Астероид је откривен 17. октобра 1879. године.